# 戈汉德
戈汉德（Gohand），是印度北方邦Hamirpur县的一个城镇。总人口7069（2001年）。

## 人口
该地2001年总人口7069人，其中男性3828人，女性3241人；0—6岁人口1004人，其中男525人，女479人；识字率54.70%，其中男性为70.95%，女性为35.51%。